# Anna Jens
Anna Apollonia Jens, född 1766, död 1815, var en slavägare i Nederländska Ostindien. Hon var ökänd under sin tid för övergrepp på sina slavar och föremål för domstolsprocesser kring detta.  
Hon var dotter till Arnold Jens, vice ordförande i Aldermen i Batavia, Java, och Anna Apollonia de Geus. Hon gifte sig 1782 med ämbetsinnehavaren Gose Theodore Vermeer (död 1791), och 1793 med köpmannen Gerrit Willem Casimir av Motman, från vilken hon separerade 1797 och skilde sig 1809. 
Efter sitt första giftermål gjorde hon sig så känd för sina övergrepp på sina slavar att hon blev föremål för en domstolsprocess inför högsta domstolen i Batavia, som förbjöd henne att äga slavar. Hon bröt dock mot detta förbud. 1809 försattes Jens i konkurs och dömdes till ett 25 år långt fängelsestraff. Hon frigavs efter två år på villkor att hon inte gifte om sig. 